# Ingomar von Kieseritzky

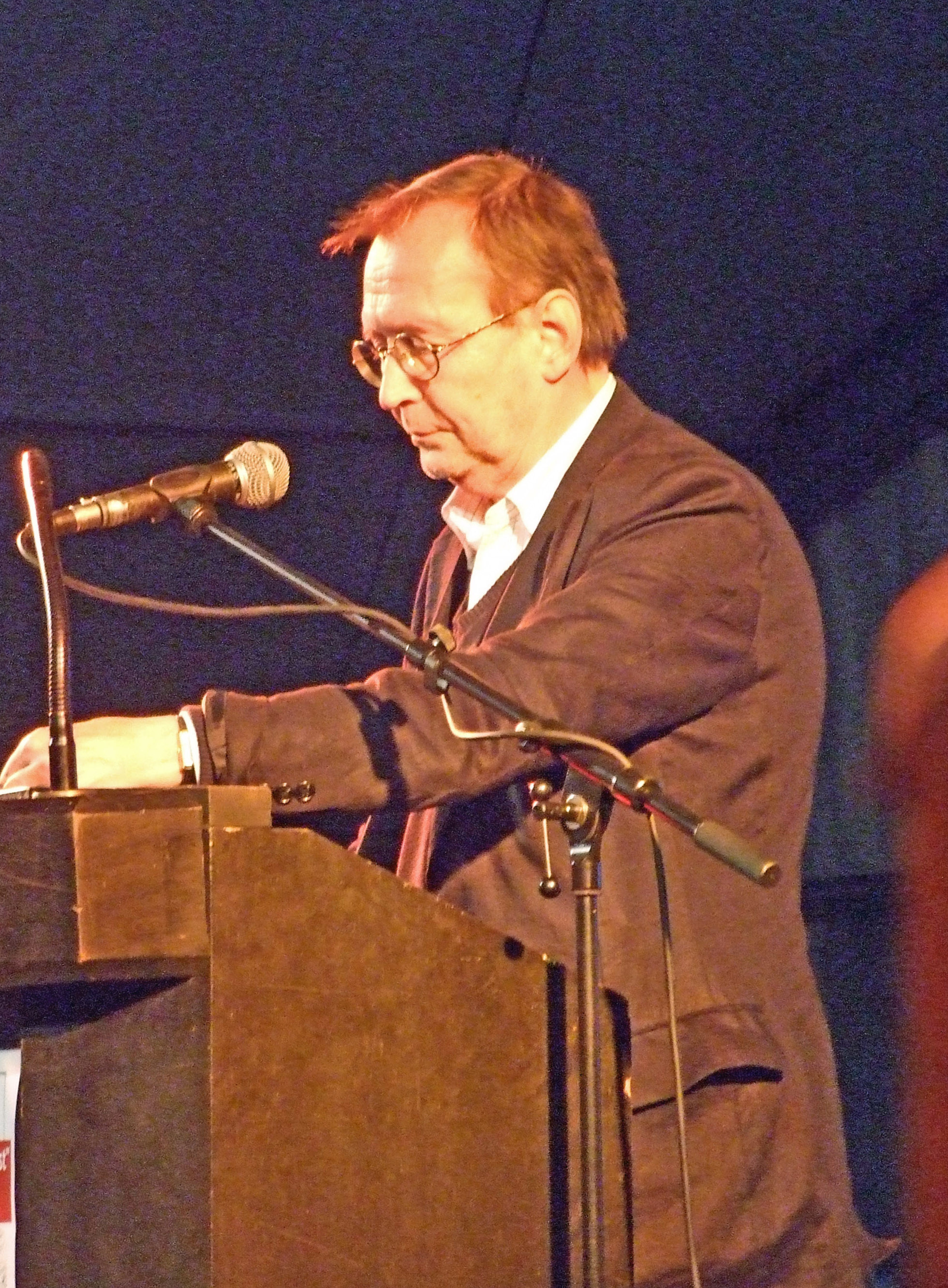
Ingomar von Kieseritzky (2007)

Ingomar von Kieseritzky (* 21. Februar 1944 in Dresden; † 5. Mai 2019 in Berlin) war ein deutscher Schriftsteller.

## Leben
Ingomar von Kieseritzky stammte aus dem baltischen Adelsgeschlecht von Kieseritzky. Er besuchte Schulen in Stadthagen, Freiburg, Königsfeld und auf Langeoog. Danach war er ein Jahr lang Requisiteur am Goetheanum in Dornach, anschließend Buchhändler in Berlin und Göttingen. Ab 1971 lebte er als freier Schriftsteller in Berlin.
Kieseritzky war zum einen Verfasser experimenteller Prosa, die stets eine Tendenz zum Grotesken und Absurden aufweist. Zum anderen war er mit mehr als 100 Titeln einer der produktivsten deutschen Hörspielautoren der Gegenwart.
Ab 1998 war er Mitglied der Akademie der Künste Berlin. Außerdem gehörte er dem Stiftungsrat der Stiftung Brückner-Kühner an. Ingomar von Kieseritzky starb im Mai 2019 im Alter von 75 Jahren in Berlin.

## Auszeichnungen
- 1970 Förderpreis für Literatur des Großen Kunstpreises des Landes Niedersachsen
- 1973 Stipendium zum Kunstpreis Berlin
- 1979 Stipendium der Villa Massimo
- 1989 Literaturpreis der Freien Hansestadt Bremen
- 1992 Berliner Literaturpreis
- 1996 Hörspielpreis der Kriegsblinden für Compagnons und Concurrenten oder Die wahren Künste, Produktion: SDR/DLR
- 1997 Alfred-Döblin-Preis
- 1999 Kasseler Literaturpreis für Grotesken Humor
- 2006 Alfred-Döblin-Stipendium
- 2006 Stadtschreiber von Bergen

## Werke

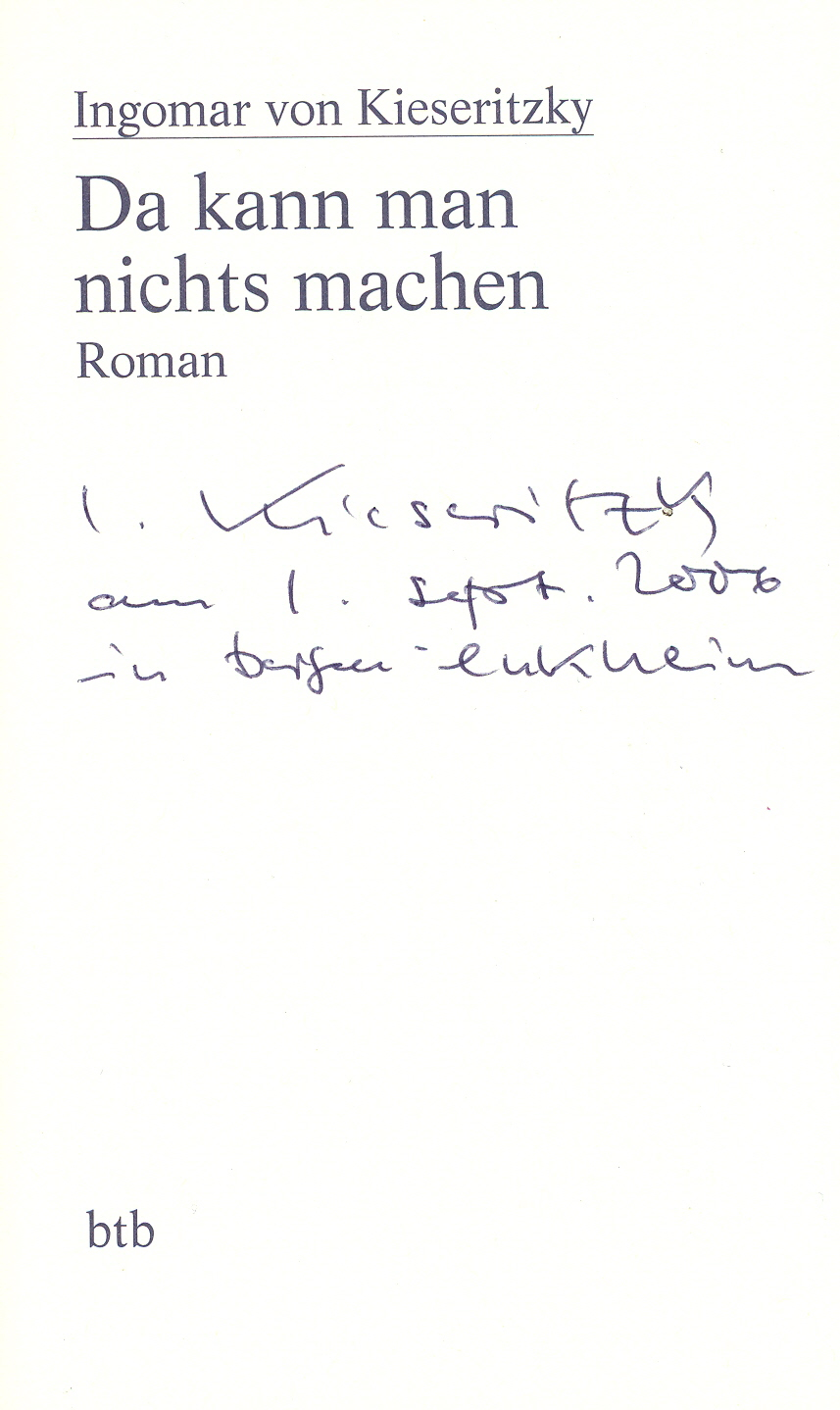
Autograph

- Ossip und Sobolev oder Die Melancholie, Luchterhand, Neuwied/Berlin 1968
- Tief oben, Luchterhand, Neuwied/Berlin 1970
- Das eine wie das andere, Luchterhand, Neuwied/Berlin 1971
- Liebes-Paare, Luchterhand, Darmstadt/Neuwied 1973
- Trägheit oder Szenen aus der vita activa, Klett-Cotta, Stuttgart 1978
- Die ungeheuerliche Ohrfeige oder Szenen aus der Geschichte der Vernunft, Klett-Cotta, Stuttgart 1981
- Obsession, Klett-Cotta, Stuttgart 1984
- Tristan und Isolde im Wald von Morois oder Der zerstreute Diskurs, Droschl, Graz 1987 (zusammen mit Karin Bellingkrodt)
- Das Buch der Desaster, Klett-Cotta, Stuttgart 1988
- Anatomie für Künstler, Klett-Cotta, Stuttgart 1989
- Der Frauenplan, Klett-Cotta, Stuttgart 1991
- Die Literatur und das Komische. Bamberger Vorlesungen, Otto-Friedrich-Universität Bamberg, Bamberg 1993
- Der Sinnstift, Klett-Cotta, Stuttgart
  - Texte, 1993
  - Hörspiele, 1993
- Unter Tanten und andere Stilleben, Klett-Cotta, Stuttgart 1996
- Kleiner Reiseführer ins Nichts, Klett-Cotta, Stuttgart 1999
- Da kann man nichts machen, C. H. Beck, München 2001
- Traurige Therapeuten, C. H. Beck, München 2012

## Hörspiele (Auswahl)

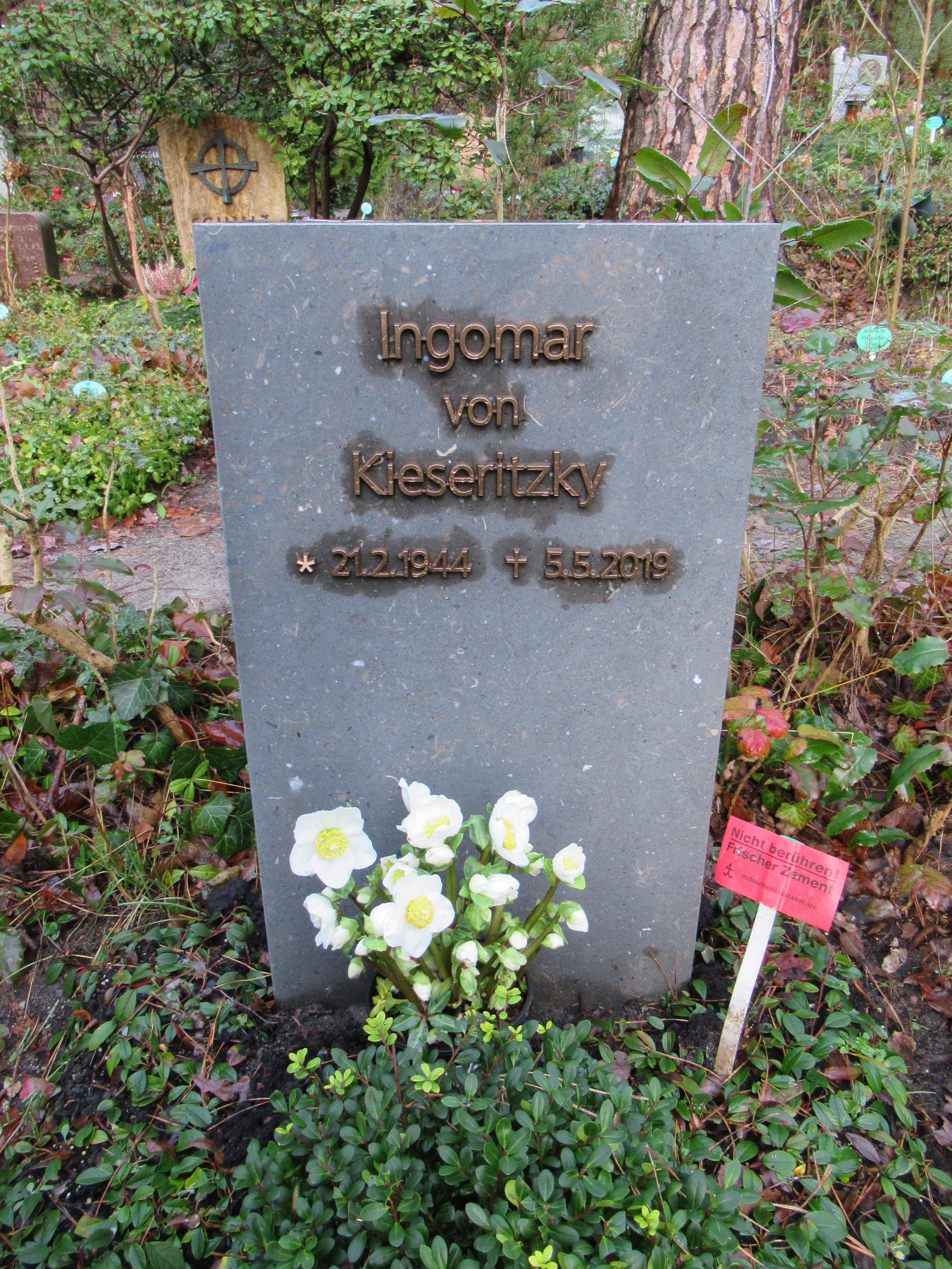
Ingomar von Kieseritzkys Grabstein auf dem
Friedhof Heerstraße in Berlin-Westend

- 1971 Zwei Systeme, Regie: Ulrich Gerhardt (RIAS)
- 1972 Über die bevorzugte Behandlung einiger beliebiger Geräusche unter anderen Geräuschen, Regie: Otto Kurth (NDR)
- 1973 Resorption, Regie: Heinz von Cramer (WDR)
- 1974 Diskurs über naive Modelle, Regie: Heinz von Cramer (WDR)
- 1975 Plotonismus oder Der Gang des Denkens beim Gehen, Regie: Hans-Ulrich Minke (RIAS)
- 1976 Magnus-Korporation oder Das Problem-Problem, Regie: Heinz von Cramer (WDR)
- 1978 Limbus I. Die Reise, Regie: Ulrich Gerhardt (HR)
- 1978 Das Meyerson-Syndrom, Regie: Peter Michel Ladiges (NDR/SDR)
- 1979 Plotonismus II oder Die Tugend geht hinter dem Beispiel, Regie: Ulrich Gerhardt (RIAS/NDR)
- 1979 Limbus II – Plum Blossom, Regie: Ulrich Gerhardt (BR)
- 1980 Channel X oder Das Dekonzentrationsmodell, Regie: Hans Rosenhauer (NDR)
- 1981 Limbus III – Die Niederlage, Regie: Ulrich Gerhardt (BR/RIAS/NDR)
- 1982 Insufficienza oder himmlische Enttäuschungen, Regie: Heinz von Cramer (WDR)
- 1983 Dilemma (oder das Geheimnis der Fucca-Maschine), Regie: Ulrich Gerhardt (SFB)
- 1984 Seance oder Die Suche, Regie: Hartmut Kirste (WDR)
- 1985 Die Exkursion, Regie: Manfred Marchfelder (SFB)
- 1985 Das Gefühlslabor, Regie: Hans-Ulrich Minke (HR/RIAS)
- 1985 Der Desaster-Club, Regie: Dieter Hasselblatt (BR) Hörspiel des Monats Juni
- 1986 Nur der liebe Gott hat das recht, seinen Nächsten zu töten oder: Chabut, Regie: Dieter Hasselblatt (BR) Hörspiel des Monats Oktober
- 1987 Literatur Das Leben, Regie: Norbert Schaeffer (SWF) Hörspiel des Monats März
- 1988 Frauenlos, Regie: Karin Bellingkrodt (SFB/ORF) Hörspiel des Monats September
- 1989 Reanimation oder unaufhörliche Mutterchose, Regie: Karin Bellingkrodt (SFB)
- 1990 Die Maschine, Regie: Karin Bellingkrodt (RB)
- 1991 Wunschprogramme für Riesenschildkröten, Regie: Barbara Plensat (Funkhaus Berlin/SDR)
- 1992 Instruktion über eine Affaire, Regie: Karin Bellingkrodt (SFB/ORF)
- 1993 Aktenlos oder der Hamster im Laufrad, Regie: Karin Bellingkrodt (DS-Kultur) Hörspiel des Monats August
- 1994 Die Fragen des Yeti oder die Lichtung, Regie: Walter Adler (SDR) Hörspiel des Monats Februar
- 1995 Auch Mäuse haben Parasiten oder Ein Haus wird besetzt, Regie: Walter Adler (SDR)
- 1996 Compagnons & Concurrenten oder Die wahren Künste, Regie: Joachim Staritz (SDR/DLR Berlin, erschienen bei Der Hör-Verlag, München) Hörspielpreis der Kriegsblinden
- 1997 Dogs & Underdogs, Regie: Norbert Schaeffer (SWF)
- 1998 Agonales Mißgeschick oder Der Backofen, Regie: Ulrich Gerhardt (SDR)
- 1999 Schatzi oder dem Tier ist das Menschliche nicht fremd, Regie: Ulrich Lampen (SWR)
- 2000 Insel der Erzähler, Regie: Klaus-Dieter Pittrich (WDR)
- 2000: Bouvard und Pécuchet schauen zurück oder Die Erschöpfung, Regie: Dieter Carls (WDR)
- 2001 Menagerie, Regie: Thomas Werner (WDR)
- 2002 Wie man auf den Hund kommt oder Arme Ritter, Regie: Karin Bellingkrodt (SR/ORB)
- 2003 Gastspiele mit Meerblick, Regie: Irene Schuck (NDR)
- 2004 Der Wahn auf dem Berg oder Das Verschwinden, Regie: Götz Fritsch (ORF/HR)
- 2005 Schöne Schädeley oder Schiller bei Goethe zu Gast, Regie: Norbert Schaeffer (SWR)
- 2005 Geisterstunde, Regie: Hans Gerd Krogmann (SWR)
- 2007 Gottes Leimrute, Regie: Sven Stricker (NDR)
- 2008 Flohzirkus, Regie: Karin Bellingkrodt (RBB)
- 2009 Ein genialer Hund oder Der Sprechapparat – Verrückte Menschen und philosophische Tiere, Regie: Thomas Werner (WDR)
- 2009 Schöne Künste, Regie: Irene Schuck (NDR)
- 2010 Traurige Therapeuten, Regie: Ulrich Lampen (SWR)
- 2015 Letzte Wohnung vor der Kiste, Regie: Thomas Werner (WDR)